# گروه مدرنفرم
گروه مدرنفرم (انگلیسی: Modernform Group) شرکت کالای تایلندی است، که در سال ۱۹۸۰ تأسیس شد.